# Impatiens longiloba
Impatiens longiloba är en balsaminväxtart som beskrevs av William Grant Craib. Impatiens longiloba ingår i släktet balsaminer, och familjen balsaminväxter. Inga underarter finns listade i Catalogue of Life.